# Aldrovanda vesiculosa
Espèce
Classification phylogénétique
Répartition géographique
Statut de conservation UICN

 EN B2ab(iii,v) : En danger
 B2ab(iii,v) 
Aldrovanda vesiculosa est une espèce de plantes aquatiques carnivores de la famille des Droseraceae. Elle est très rare dans le monde.

## Description

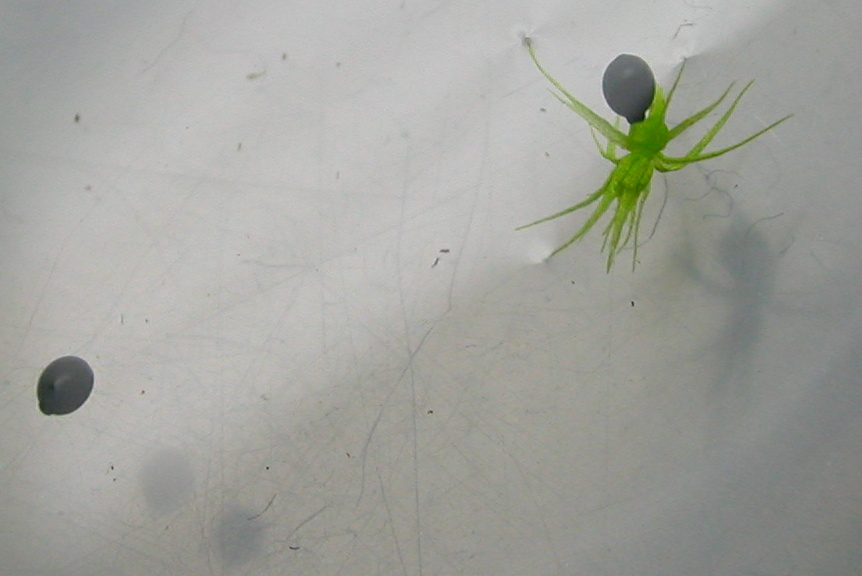
Graine dormante et graine en germination

Taille de 10 à 50 cm de long. Les feuilles sont disposées par séries de rayons autour de la tige. Il peut y en avoir de 6 à 9 par série
Cette petite plante aquatique, flottante, sans racine, est vivace. Les feuilles réunies en verticilles, portent des pièges charnières de 5 à 7 mm de long. Fleurs blanches de 8 mm. Les pétales sont oblongs et mesurent de 3 à 4 mm de long. L'ovaire, qui mesure de 2 à 2,5 mm de diamètre , présente 5 loges à placentation pariétale. Les graines sont noires.
Actuellement, aucune variété ni forme n'est reconnue, néanmoins on connaît au moins en Australie et en Hongrie des populations au feuillage rouge.

## Répartition et habitat

### Habitats naturels
Cette plante pousse en climat tropical, subtropical ou tempéré, dans certaines régions d'Afrique (y compris Madagascar), d'Asie (nord est et sud-est), d'Europe (centre et sud), d'Australie et des îles du nord du Pacifique).
Mais la plante a disparu de nombreux pays et les sites existants sont épars.
Ses milieux naturels sont les lacs, marais, rivières à très faible courant, fossés.

### Culture
En raison de sa rareté, sa culture n'est pas encore répandue et n'est pas simple pour les jardiniers amateurs. Elle peut être cultivée en aquarium ou en bassin d'extérieur. Cette plante fait de petite fleurs blanches, en été.Son piège est un piège dit actif. Il est constitué de deux lobes qui se ferment si on touche l'intérieur de ceux-ci (un peu comme un piège à loup).
Elle peut être de forme tropicale ou tempérée :
- Tropicale elle doit aller obligatoirement dans une serre ou en intérieur (22 à 30° l'été et 18 à 20° l'hiver)
- Tempérée elle pourra aller dehors été comme hiver (donc 18 à 25° l'été et -20 à 10° l'hiver).

## Appellations et systématique

### Histoire et étymologie
C'est au XVIe siècle que la plante fut observée en Inde. En 1696, elle est nommée Lenticula palustris indica par L. Plukenet}. Le botaniste italien G. Monti en 1747 la baptisa Aldrovandia vesiculosa en l'honneur d'un naturaliste italien U. Aldrovandi.

### Synonymes
- Aldrovanda generalis E.H.L.Krause
- Aldrovanda verticillata Roxb.
- Drosera aldrovanda F.Muell.
- Aldrovanda vesiculosa var. aquitanica Dur. ex Diels

Citons également plusieurs variétés qui ne sont plus reconnues par beaucoup d'auteurs :
- Aldrovanda vesiculosa var. australis Darwin
- Aldrovanda vesiculosa var. duriaei Casp.
- Aldrovanda vesiculosa var. verticillata (Roxb.) Darwin

## Statut de protection
Cette espèce est inscrite sur la liste des espèces végétales protégées sur l'ensemble du territoire français métropolitain, en Annexe I.